# Filozofia cynicka

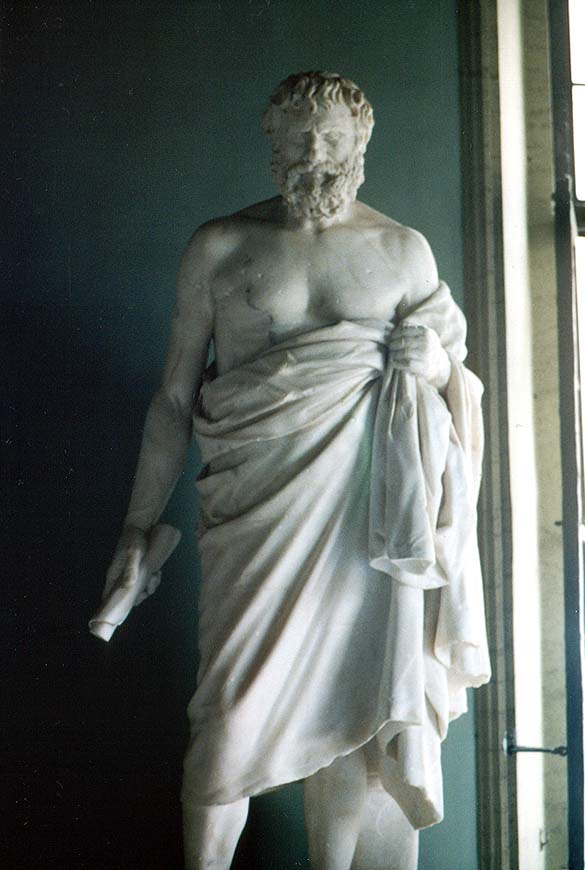
Posąg nieznanego filozofa cynickiego z Muzeów Kapitolińskich z Rzymu. Posąg ten jest kopią z okresu rzymskiego wcześniejszego greckiego posągu z III lub IV w. p.n.e. Zwój trzymany w prawej ręce jest XVIII-wieczną rekonstrukcją.

Filozofia cynicka – zespół poglądów właściwych grupie filozofów antycznej Grecji, powstały w V wieku p.n.e., a gasnący dopiero pod koniec starożytności. Trudno rozstrzygnąć, czy filozofia cyników była sposobem życia, czy właściwą szkołą filozoficzną (do ostatniego poglądu przychyla się Diogenes z Synopy zwany także Psem Mądrości).
Starożytni cynicy greccy wywodzą swe poglądy od Sokratesa. Antystenes z Aten, którego zwykło się podawać za Diogenesem Laertiosem jako pierwszego z cyników, chociaż niektórzy badacze uważają to za kwestię sporną, czy był jego uczniem. Inni znani cynicy to legendarny Diogenes z Synopy, Krates z Teb i jego żona Hipparchia. Cynikiem był także wielki pisarz Lukian. 
Nazwa szkoły wzięła się albo od gimnazjum Kynosarges w Atenach, gdzie nauczał Antystenes, albo od przezwiska psy (pies – grec. kýon, w dopełniaczu: kynós) nadanego cynikom od właściwego im zwyczaju publicznego załatwiania wielu potrzeb, również fizjologicznych. Zwykłym Psem nazywano na przykład Antystenesa.

## Filozofia cyników jako filozofia życia
Filozofia cyników była pierwszym systemem z całego szeregu greckich filozofii życia. Cynicy programowo odrzucali rozważanie zagadnień z teorii bytu i teorii poznania koncentrując się prawie wyłącznie na etyce. Dla cyników jedyną wartością godną analiz filozoficznych była cnota. Wszystko inne było im obojętne – łącznie z szeroko rozumianą wiedzą.
Według cyników jedynym prawdziwym dobrem i celem życia jest sama cnota, a wszystko inne powinno być dla człowieka całkowicie obojętne. Prowadziło to do wniosku, że wszystko poza cnotą jest całkowicie niepotrzebne, bo ona sama całkowicie wystarcza do osiągnięcia pełni szczęścia. Wszystko inne odciąga człowieka od prób osiągnięcia i zrozumienia prawdziwej cnoty i dlatego jest w istocie złem. Aby osiągnąć stan cnoty należy wobec tego całkowicie zobojętnieć na wszystko inne. Ostateczną konsekwencją takiego rozumowania stało się przyjęcie zasady, że stan doskonałej obojętności jest równoważny prawdziwej cnocie. Wymagało to od filozofów ćwiczenia się odporności na trudy (ponos) i w umiejętności opierania się pożądaniom (askesis).
Obojętność ta była rozumiana przez cyników jako rodzaj całkowitej abnegacji swoich osobistych potrzeb. Bogaci cynicy przystępując do szkoły rozdawali majątek, a jedyna własność, jaką posiadali to chiton, kij oraz charakterystyczna dla nich torba wędrowca na drobne przedmioty. Żywili się oni czymkolwiek, pili zimną wodę, mieszkali w przygodnych schronieniach. Oprócz tego obojętność ta polegała na oderwaniu się i lekceważeniu tradycji, wszelkich struktur społecznych i powszechnie przyjętych obyczajów (anaideia).
Z założeń tych zrodził się program życia „wedle natury”. Cynicy potępiali wszelkie formalne struktury społeczne i państwowe nawołując do ich bojkotowania. Głosili, że nie ma czegoś takiego jak „społeczeństwo” – są tylko indywidualni ludzie, z których każdy jest wart tyle samo niezależnie od tego, jakie miejsce zajmuje w hierarchii społecznej. Interesem i celem każdego człowieka powinno być indywidualne dążenie do osiągnięcia cnoty w rozumieniu cynickim, w którym to dążeniu uczestniczenie w życiu społecznym może tylko przeszkadzać.

## Pozostałe elementy filozofii cynickiej
Nieco wbrew swemu programowi nieangażowania się w dysputy z zakresu teorii poznania i bytu, cynicy położyli podwaliny pod dwie koncepcje filozoficzne, które później wielokrotnie przewijały się w historii filozofii. Były to:
- sensualizm – doktryna mówiąca, że istnieje tylko to, co poznaje się zmysłami, a reszta to czyste spekulacje. Koncepcja ta powstała jako opozycja do teorii poznania zaproponowanej przez Platona, który uznawał wyższość poznania abstrakcyjnego i negował użyteczność poznania zmysłowego.
- realizm atomistyczny – przekonanie, że istnieją tylko poszczególne, jednostkowe byty materialne, które ludzie mają tendencje łączyć w pewne wspólne pojęcia, a następnie przypisywać tym pojęciom realne istnienie, zapominając, że są to konstrukcje wymyślone przez nich samych. Jak głosił Antystenes: są poszczególne stoły i krzesła, ale nie ma czegoś takiego jak sprzęty domowe; są poszczególne drzewa, ale nie ma lasu; są krople wody spadające z nieba, ale nie ma deszczu.

## Oddziaływanie filozofii cynickiej
Oddziaływanie filozofii cynickiej jest trudne do przecenienia. Program cyników – zakładających koncentrowanie się na zagadnieniach etycznych i poszukiwanie sposobów na osiągnięcie szczęścia i cnoty był kontynuowany przez praktycznie wszystkie wielkie antyczne filozofie życia – epikureizm, stoicyzm i sceptycyzm. Najsilniejszy wpływ cynicyzm miał przede wszystkim na stoicyzm, który stanowi właściwie jego naturalne rozwinięcie, choć pewne jego elementy są też obecne w pozostałych dwóch systemach.
Koncepcje z zakresu teorii poznania i bytu wypracowane niejako mimochodem przez cyników, zostały na długie lata zapomniane. Pozornie proste i banalne stały się jednak po wielu wiekach zaczynem nowych systemów filozoficznych, końca wieku XIX i początku XX takich jak choćby fenomenologia i atomizm poznawczy.

## Współczesne znaczenie cynizmu
Współczesne znaczenie słowa cynizm nie ma wiele wspólnego z filozofią cynicką. Jest to negatywne określenie postawy, polegającej na braku wiary w dobre intencje, altruizm i ludzką życzliwość i doszukującej się w przejawach działań opartych na tych wartościach ukrytego interesu własnego. Wzięło się ono z faktu, że późni cynicy pożyczali żywność i pieniądze od przyjaciół, a gdy nadszedł czas zwrotu, zachowywali się obojętnie. Ludzie stopniowo dochodzili do wniosku, że doktryna ta jest stosowana na wyrost i nieszczerze. W nieco innym sensie za cyników uważa się tych, którzy odrzucają istnienie obiektywnej prawdy i dobra oraz twierdzących, że każda opinia może zostać uznana za prawdziwą lub fałszywą zależnie od okoliczności i gry interesów poszczególnych osób.